# Camp de concentration de Falstad
La camp de concentration de Falstad (SS-Strafgefangenenlager Falstad) est un camp de concentration situé dans le comté de Nord-Trøndelag en Norvège. 
Au début du siècle, l'établissement est utilisé en tant que prison pour délinquants juvéniles.
Au cours de l'occupation de la Norvège par le Troisième Reich, le camp est utilisé principalement pour les prisonniers politiques.
Les autorités du camp ont brûlé les documents qu'ils pouvaient avant la libération de 1945, mais on estime à au moins 4 500 le nombre prisonniers passés par Falstad. Les citoyens d'au moins 13 pays ont été parmi ces détenus. Bien que le camp fût destiné à l'internement des prisonniers politiques, plusieurs milliers de prisonniers de guerre y ont été gardés. La plupart d'entre eux ont été envoyés dans d'autres camps en Allemagne, en Pologne, ou au camp de concentration de Grini en Norvège.
Dans le cadre de la Shoah en Norvège, le camp est également devenu un camp de transit pour la déportation des Juifs norvégiens à Auschwitz. Quarante-sept hommes juifs ont été emprisonnés à Falstad lors de l'activité du camp. Au moins huit ont été assassinés sur place.

## Exécutions
Les commandants du camp utilisent la forêt voisine de Falstadskogen comme un site d'exécutions extrajudiciaires de prisonniers à la suite de simulacres de procès.
Les premières exécutions ont eu lieu le 7 mars 1942 quand Olav Sverre Benjaminsen, Abel Lazar Bernstein, David Isaksen, Wulf Isaksen, et David Wolfsohn ont été abattus. Tous sauf Benjaminsen, étaient juifs. En juin 1942, Ljuban Vukovic, un prisonnier de guerre Yougoslave, a été contraint à être le fossoyeur de ces exécutions. Il a survécu et est devenu un témoin important dans les procès d'après-guerre.
Le 6 octobre 1942, les autorités nazies imposent la loi martiale sur le centre de la Norvège, et au moins 170 prisonniers non-norvégiens et 34 prisonniers politiques norvégiens ont été mis à mort dans la forêt de Falstadskogen.
Le 13 novembre 1942, Moritz Abrahamsen, Kalman Glick et Herman Schidorsky, tous juifs, ont été mis à mort. Le 16 février 1943, Toralf Berg-un combattant de la résistance, a également été exécuté. Pendant l'été 1943, un changement dans le commandement du camp a conduit à une amélioration des conditions pour les prisonniers restants.
Plus de 150 prisonniers de guerre au nom inconnu ont été abattus dans la forêt. Au cours du 4 et 5 mai 1945, les autorités du camp ont cherché à exhumer et cacher les corps de leurs victimes en coulant environ 25 d'entre elles dans le fjord à proximité du camp.
Les efforts pour trouver, exhumer, identifier et enterrer les victimes sont en cours. L'estimation initiale de 202 morts est considéré comme faible.

## Galerie

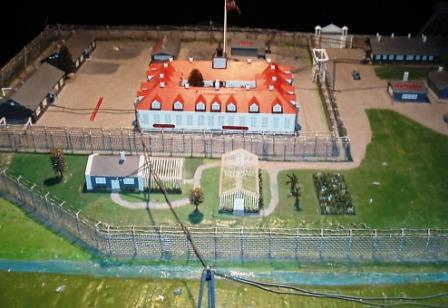
Maquette du camp.
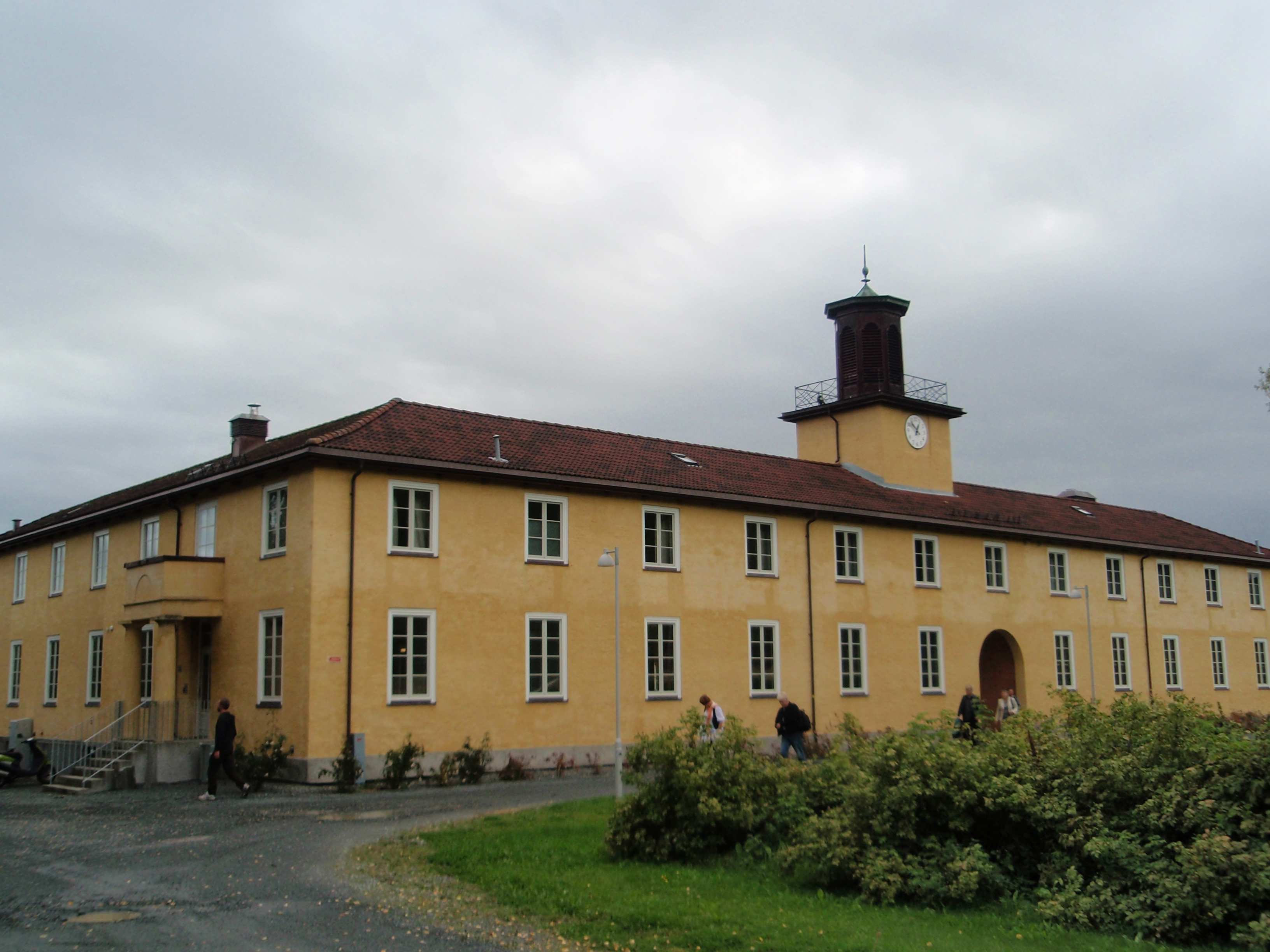
Façade du camp.
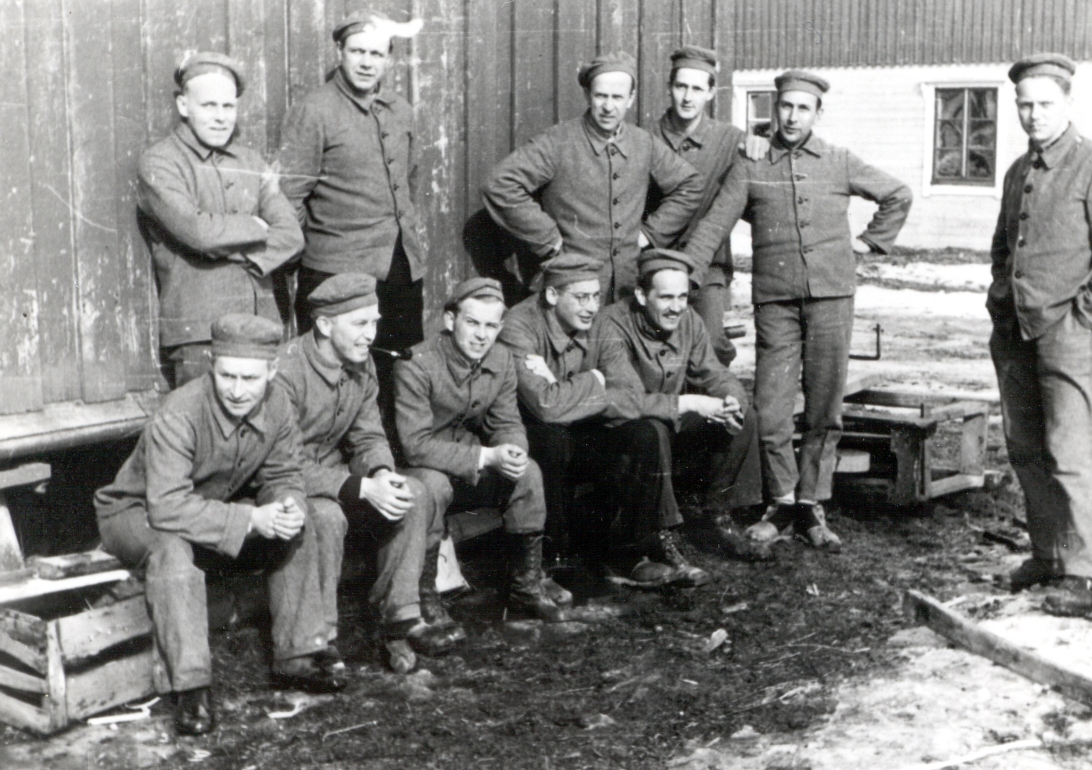
Prisonniers politiques norvégiens en 1942
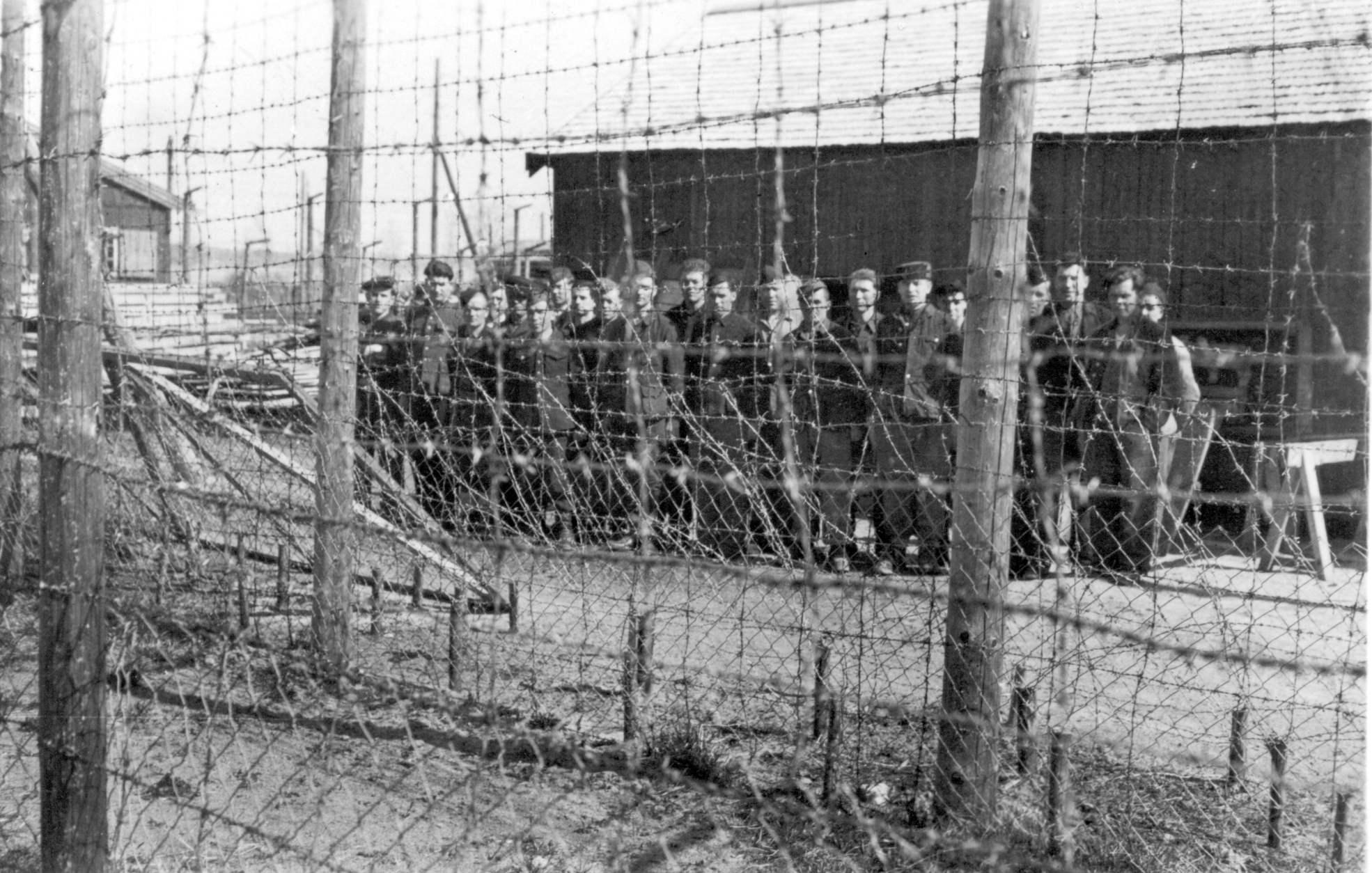
Prisonniers de guerre soviétiques en 1945
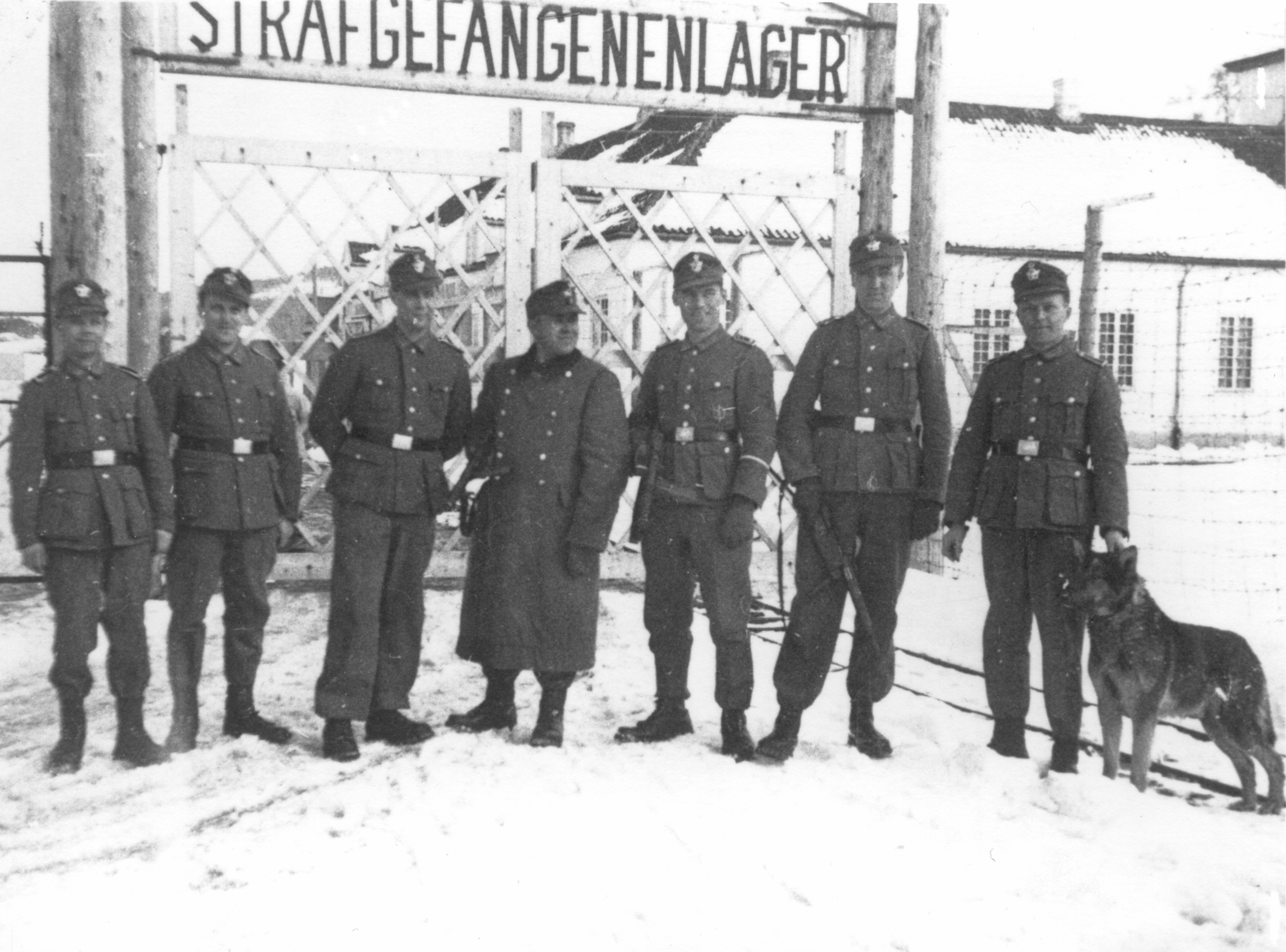
Gardiens allemands devant l'entrée du camp.
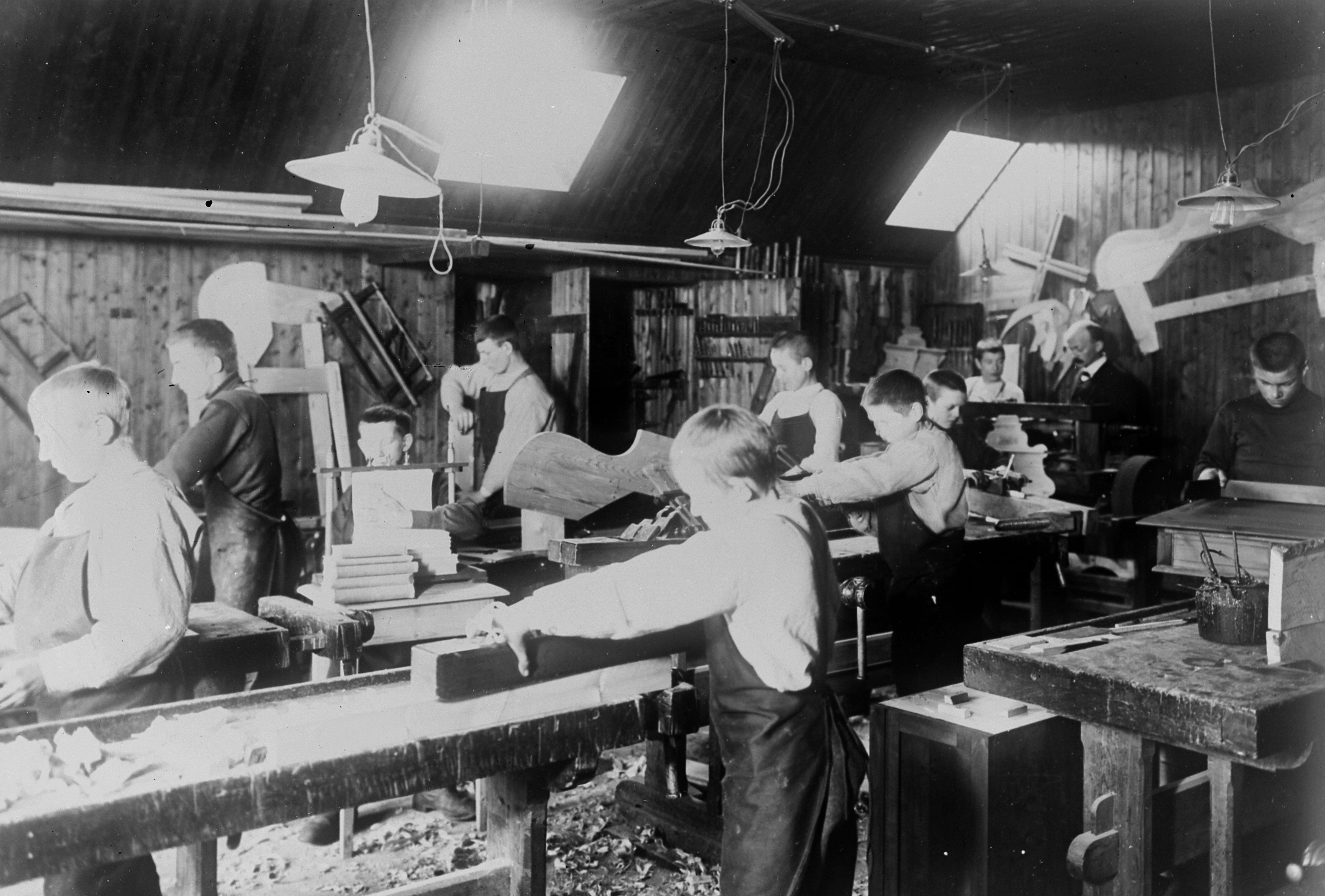
Classe de menuiserie pour les jeunes prisonniers en 1915.
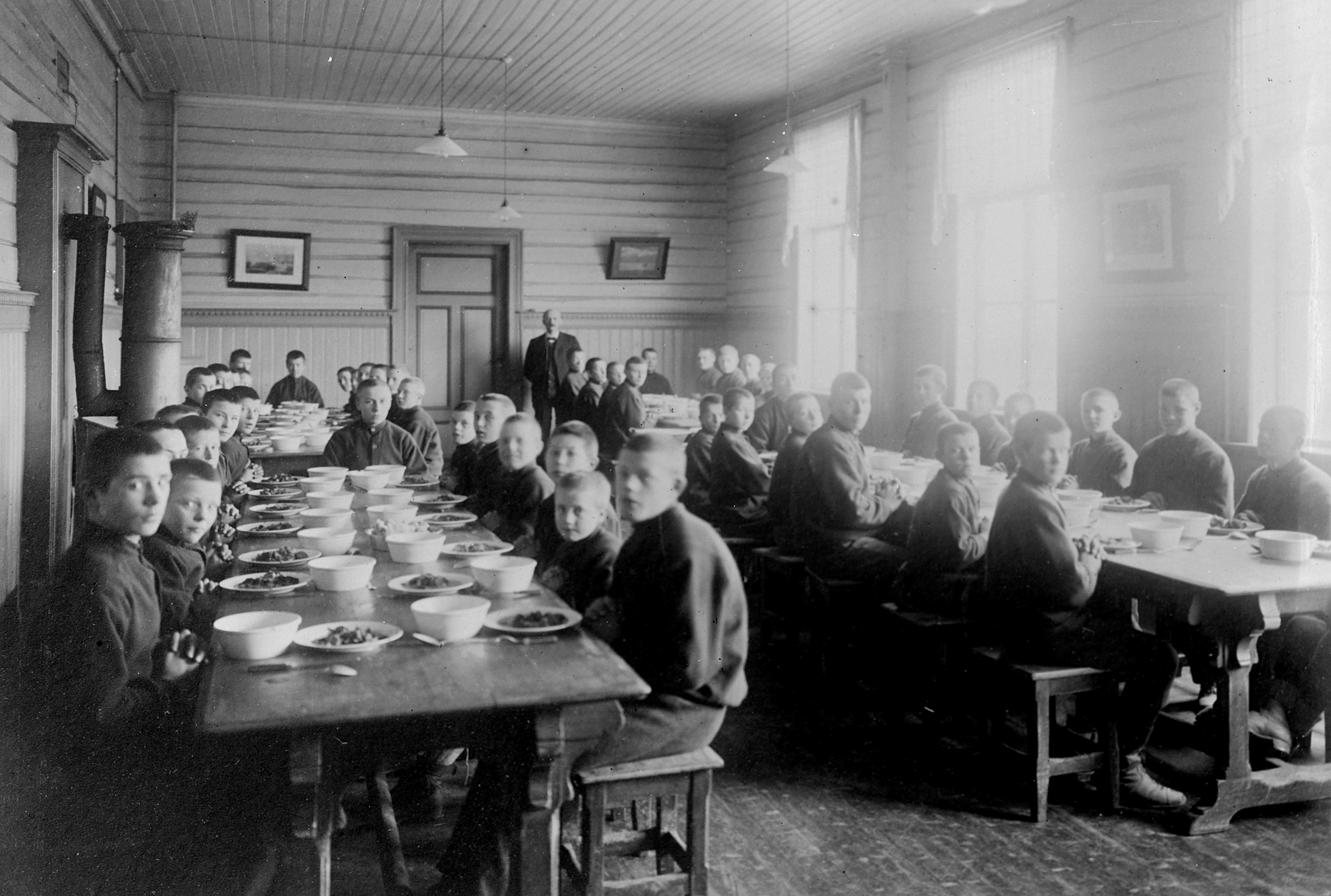
Salle à manger du centre pour enfants en 1915.

## Après la guerre
Après la guerre, le camp a été utilisé pour les prisonniers collaborateurs des nazis en tant que camp de travail forcé.
Aujourd'hui, le site du camp est un musée et un centre de documentation.